# Москвитин, Станислав Геннадьевич
Станислав Геннадьевич Москвитин (16 июля 1972, Новозыбков, Брянская область — 9 декабря, 2023, Москва) — российский художник и педагог. Заслуженный художник Российской Федерации (2019), член-корреспондент Российской академии художеств (2013).

## Биография
Родился 16 июля 1972 года в г. Новозыбкове Брянской области.
Занимался в детской художественной школе, откуда по направлению попал в Московскую среднюю художественную школу при институте имени В. И. Сурикова (сейчас — Московский академический художественный лицей), который окончил в 1990 году.
В 1996 году окончил живописный факультет Российской академии живописи, ваяния и зодчества, мастерская исторической живописи под руководством ректора академии И. С. Глазунова, дипломная работа — картина на историческую тему «Павел Первый». Окончив аспирантуру, остался преподавать в академии.
Член Международной федерации художников России с 1996 года.
В 2013 году избран членом-корреспондентом Российской Академии художеств.
Был деканом факультета живописи Российской академии живописи, ваяния и зодчества, профессор кафедры композиции.
Скоропостижно скончался 9 декабря 2023 года на 52-м году жизни.

## Награды
- Заслуженный художник Российской Федерации (2019)[2]
- Медаль «В память 850-летия Москвы»